# Nephrotoma takeuchii
Nephrotoma takeuchii är en tvåvingeart som beskrevs av Alexander 1924. Nephrotoma takeuchii ingår i släktet Nephrotoma och familjen storharkrankar.
Artens utbredningsområde är Taiwan. Inga underarter finns listade i Catalogue of Life.